# 孙磊 (1975年)
孙磊（1975年1月—），男，中华人民共和国外交官，现任中华人民共和国常驻联合国副代表、特命全权大使。

## 生平
孙磊毕业于西安外国语学院，曾任常驻联合国代表团参赞和外交部国际司副司长。2025年4月，出任中华人民共和国常驻联合国副代表、大使。